# ایزومی‌سانو، اوساکا
ایزومی‌سانو در استان اوساکا در کشور ژاپن  واقع شده‌است  که دارای جمعیت ۹۹٬۶۳۶ نفر و مساحت ۵۵٫۰۳ کیلومتر مربع با تراکم جمعیت ۱٬۸۱۱  نفر در کیلومترمربع است و در تاریخ ۱ آوریل ۱۹۴۸ به عنوان شهر شناخته شد.

## نگارخانه

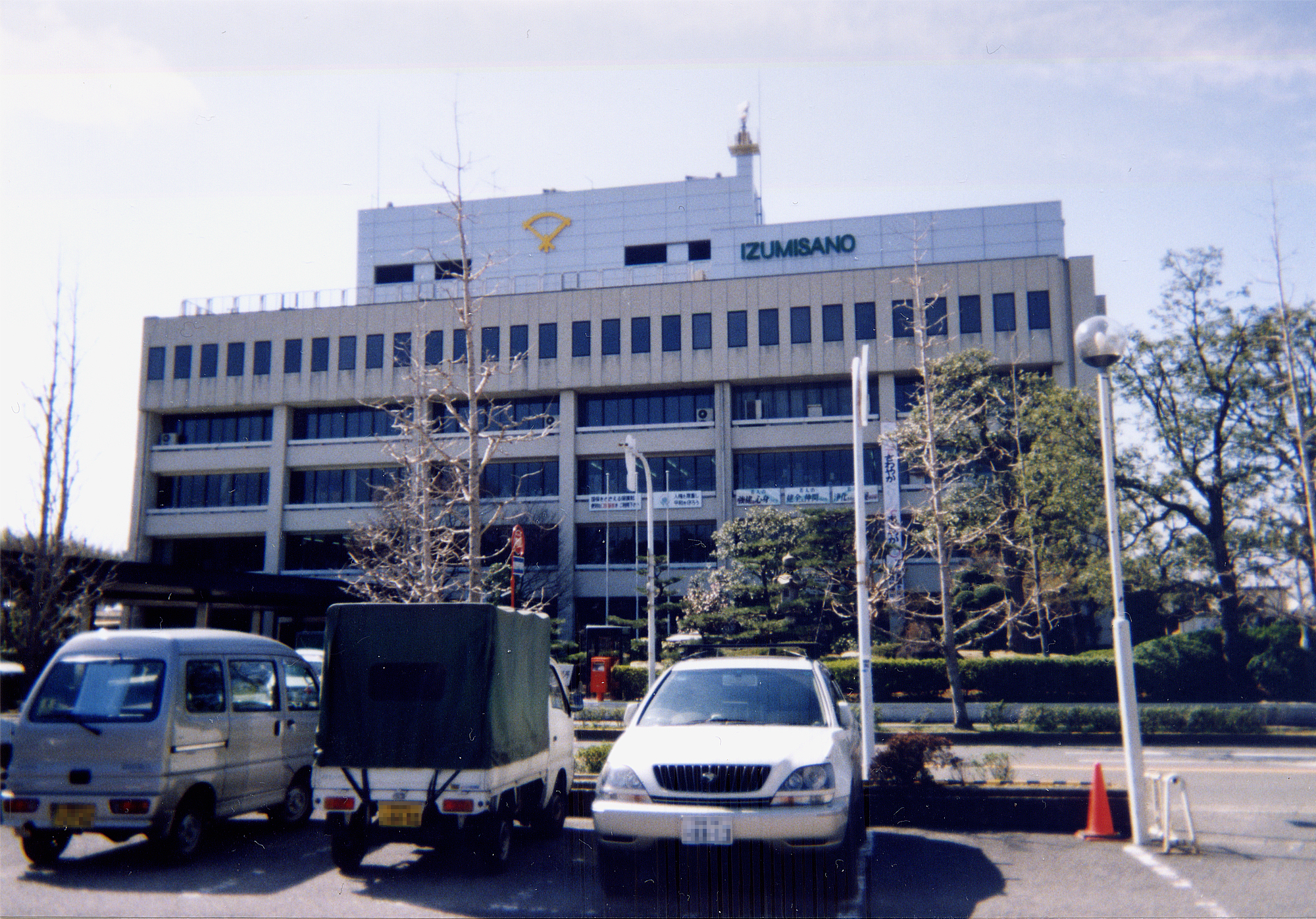
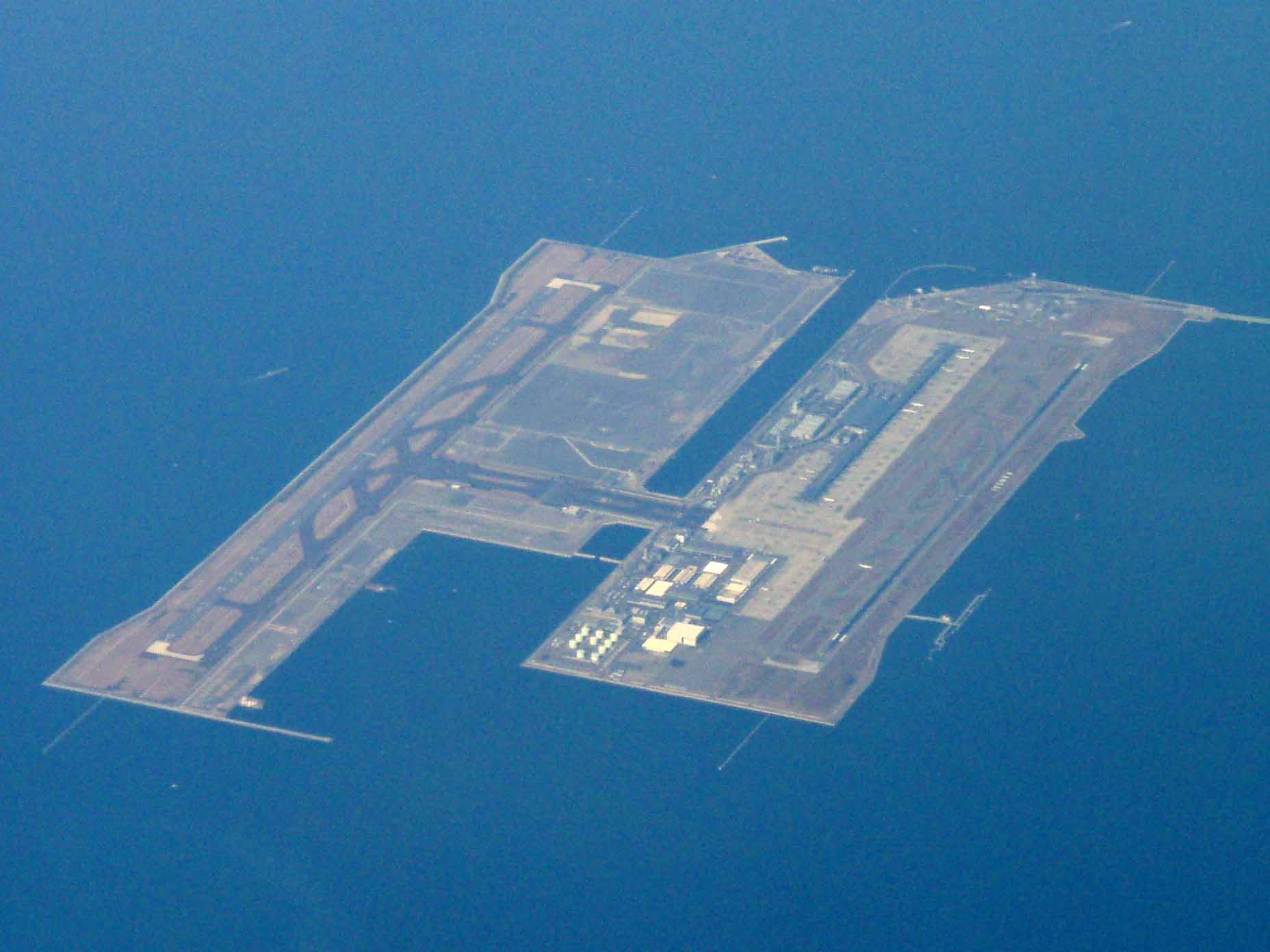